# Blankenrath

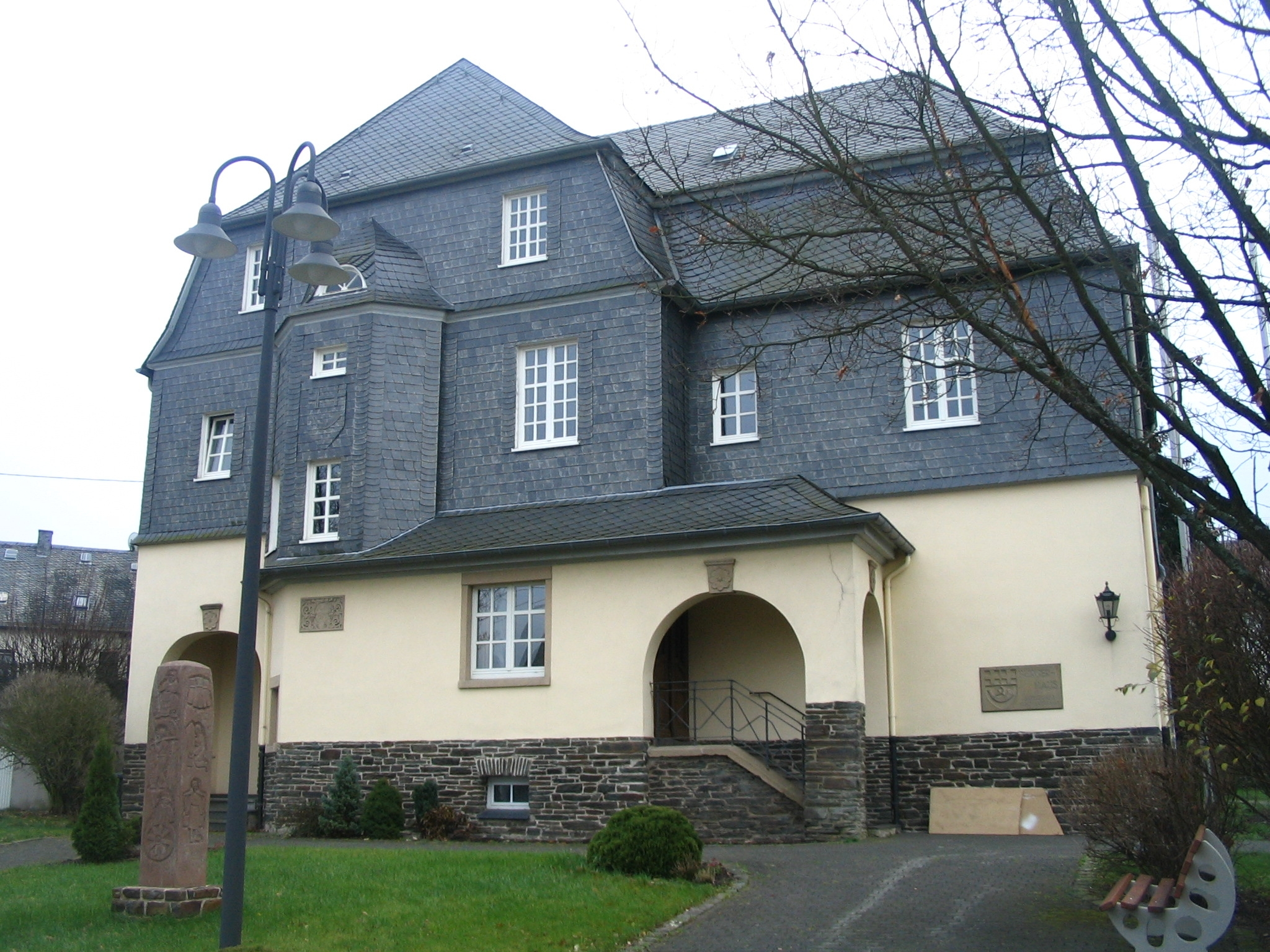
Blankenrath, historisches Bürgerhaus

Blankenrath ist eine Ortsgemeinde im Landkreis Cochem-Zell in Rheinland-Pfalz. Sie gehört der Verbandsgemeinde Zell (Mosel) an. Blankenrath ist gemäß Landesplanung als Grundzentrum ausgewiesen.

## Geographie

### Geographische Lage
Blankenrath liegt im westlichen Hunsrück unmittelbar an der Grenze zum zerriedelten und zur Mosel abdachenden Moselhunsrücks. Hier entspringt in einer Quellmulde mit verschiedenen Zuflüssen der Flaumbach. Ein im Ort verrohrtes Teilstück wird 2014 mit Landeszuschüssen renaturiert. Die nahe B 421 ist der kürzeste Weg zur Mosel nach Zell, die Landesstraße 202 führt auf den Höhen westlich des Flaumbachs (frühgeschichtliche Trasse der Keltenweg Nahe–Mosel) über Mittelstrimmig zur Mosel nach Treis-Karden. Die längs über den Hunsrück führende Hunsrückhöhenstraße (B 327), die auch zum Flughafen Hahn anbindet, liegt nur 7 km entfernt und wird in Kappel über die B 421 erreicht (abgekürzt über Rödelhausen nach Hahn etwa 13 km).
Zu Blankenrath gehören auch die Wohnplätze Sonnenhof und Südhof.

### Klima
Der Jahresniederschlag beträgt 856 mm.

### Nachbarorte
Nachbarorte von Blankenrath sind die Ortsgemeinden Mittelstrimmig und Reidenhausen im Norden, Mastershausen im Nordosten, Haserich im Osten, Panzweiler im Süden, Walhausen im Südwesten sowie Hesweiler im Westen.

## Geschichte
Die Geschichte von Blankenrath reicht zurück bis in das 9. und 10. Jahrhundert. Die Siedlungsgeschichte der Region geht wohl bis zur Keltenzeit zurück.
Für das Jahr 1347 ist die Belehnung des Gerichts Blankenrath durch Graf Johann von Kleve an Gerlach von Braunshorn bezeugt, 1362 kam es durch Erbschaft in den Besitz der Winneburger Grafen. Später teilten sich Kurtrier, Sponheim und die Herrschaft Braunshorn auf Burg Beilstein die Landesherrschaft. Die Kreuze der Oberherrschaften von Kurköln und Kurtrier und das Hifthorn von Braunshorn bilden seit 1981 das Wappen der Ortsgemeinde.
Ab 1794 stand Blankenrath unter französischer Herrschaft, der Nachbarort Reidenhausen (Rodenhausen), der bislang mit Blankenrath eine Gemeinde bildete, wurde abgetrennt. 1815 wurde der Ort auf dem Wiener Kongress dem Königreich Preußen zugeordnet, Blankenrath wurde Verwaltungssitz einer Bürgermeisterei (1927 in Amt Blankenrath umbenannt).
1931 gehörten zum Amt Blankenrath die Gemeinden Blankenrath, Haserich, Hesweiler, Löffelscheid, Mastershausen, Panzweiler, Peterswald, Reidenhausen, Schauren, Sosberg und Walhausen.
Nach dem Zweiten Weltkrieg der französischen Besatzungszone zugehörig, ist der Ort seit 1946 Teil des damals neu gebildeten Landes Rheinland-Pfalz.
Durch das 8. Verwaltungsvereinfachungsgesetz vom 18. Juli 1970 verlor Blankenrath mit Wirkung vom 7. November 1970 seine Amtsverwaltung (seit 1968: Verbandsgemeinde Blankenrath). Durch den Wegfall der Gemeinde Mastershausen, die dem Rhein-Hunsrück-Kreis zugeteilt worden war, wurde Blankenrath jegliche Grundlage für eine eigene Verbandsgemeinde entzogen und kam deshalb zur Verbandsgemeinde Zell. Kulturhistorisch wurde dabei der vorherrschenden Bindung an den Moselraum Rechnung getragen.
Bevölkerungsentwicklung
Die Entwicklung der Einwohnerzahl der Gemeinde Blankenrath, die Werte von 1871 bis 1987 beruhen auf Volkszählungen:
| Jahr | Einwohner |
| ---- | --------- |
| 1815 | 301       |
| 1835 | 357       |
| 1871 | 347       |
| 1905 | 393       |
| 1939 | 586       |
| 1950 | 642       |
| 1961 | 725       |

| Jahr | Einwohner |
| ---- | --------- |
| 1970 | 904       |
| 1987 | 935       |
| 1997 | 1.531     |
| 2005 | 1.758     |
| 2011 | 1.726     |
| 2017 | 1.651     |
| 2023 | 1.703     |

## Politik

### Gemeinderat
Der Gemeinderat in Blankenrath besteht aus 16 Ratsmitgliedern, die bei der Kommunalwahl am 9. Juni 2024 in einer personalisierten Verhältniswahl gewählt wurden, und dem ehrenamtlichen Ortsbürgermeister als Vorsitzendem.
Die Sitzverteilung im Gemeinderat:
| Wahl | AfD | WGG a | WGZ b | WGJ c | Gesamt   |
| ---- | --- | ----- | ----- | ----- | -------- |
| 2024 | 3   | 7     | 6     | –     | 16 Sitze |
| 2019 | –   | 11    | –     | 5     | 16 Sitze |

### Bürgermeister
Jochen Hansen wurde 2004 Ortsbürgermeister von Blankenrath. Bei der Direktwahl am 26. Mai 2019 wurde er mit einem Stimmenanteil von 79,59 % für weitere fünf Jahre in seinem Amt bestätigt. Bei der Direktwahl am 9. Juni 2024 wurde er ohne Gegenkandidat mit 66,0 % der Stimmen erneut wiedergewählt.

## Kultur und Sehenswürdigkeiten

### Kirchengemeinden

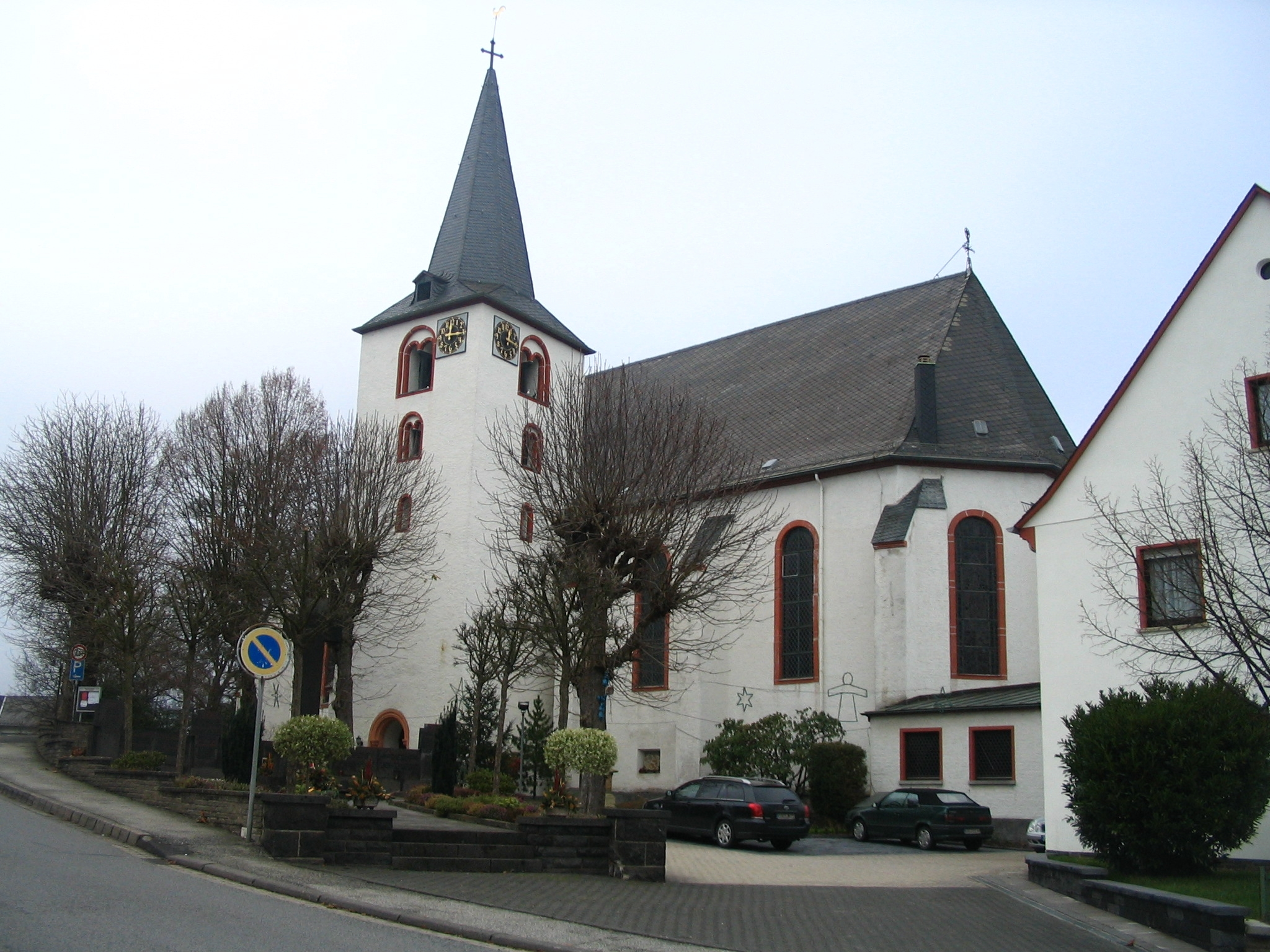
Kirche im Dorfzentrum

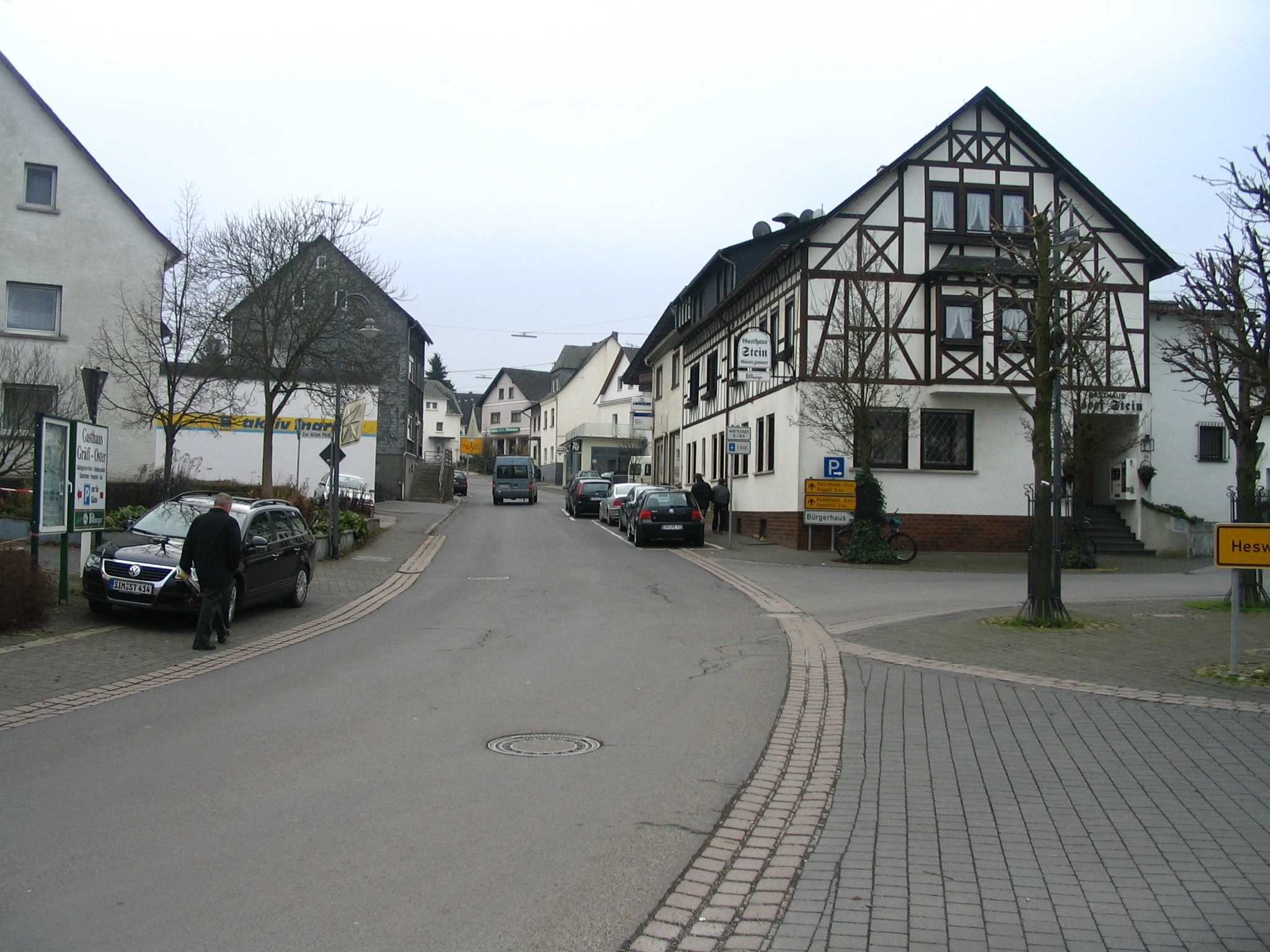
Hauptstraße

- Katholische Kirchengemeinde Maria Himmelfahrt, Kirche von 1761/1762 mit 33 m hohem romanischem Turm von der Vorgängerkirche
- Martin Luther Haus der Evangelischen Kirchengemeinde Zell-Bad Bertrich-Blankenrath im Kirchenkreis Simmern-Trarbach

### Bildung
- Kommunale Kindertagesstätte Kleine Strolche
- Kommunale Kindertagesstätte Pusteblume
- Grundschule

### Sonstige Einrichtungen
- Jugendhaus
- Bildungswerk
- Seniorenhaus Waldpark
- Freiwillige Feuerwehr
- Jugendfeuerwehr

## Wirtschaft und Infrastruktur

### Tourismus
Der Wandertourismus findet im nahen Flaumbachtal bis zur Pulgermühle und darüber hinaus bis zum Kloster Maria Engelport oder bis zur Mosel nach Treis ein lohnendes Ziel. Der Keltenweg Nahe–Mosel kann auch in Etappen als Rundweg zur Mosel hin gegangen werden. Ab April 2015 endet auch ein Abschnitt des verlängerten Fernwanderwegs Saar-Hunsrück-Steig in dem Ort.
Überregional bekannt ist auch das Ferienfreizeitlager im nordöstlichen Gelände der Gemarkung Blankenrath.

### Verkehr
Die Rhein-Mosel-Verkehrsgesellschaft bindet mit verschiedenen Linien die umliegenden Orte, die benachbarten Zentren Cochem und Kastellaun sowie den Flughafen Frankfurt-Hahn an.

### Gewerbe
Blankenrath konnte Funktionen eines Unterzentrums entwickeln beziehungsweise behalten. Im Ort gibt es Gasthäuser, Bäckerei und einen Lebensmittelmarkt. Überörtliche Bedeutung haben auch Autohäuser, Elektrogeschäfte, Raiffeisen-Bank, Heizungsbauunternehmen, Bauunternehmer, Arzt und Zahnarzt, Apotheke und Bestattungsunternehmen. Des Weiteren gibt es in der westlichen Gemarkung von Blankenrath ein Gewerbegebiet mit weiteren Unternehmen.

## Persönlichkeiten
- Konrad Mohr (* 1921 in Blankenrath; † 2010 in Koblenz),  Pädagoge, Hochschullehrer und Politiker (CDU), Staatssekretär in Rheinland-Pfalz